# Kaidzsú

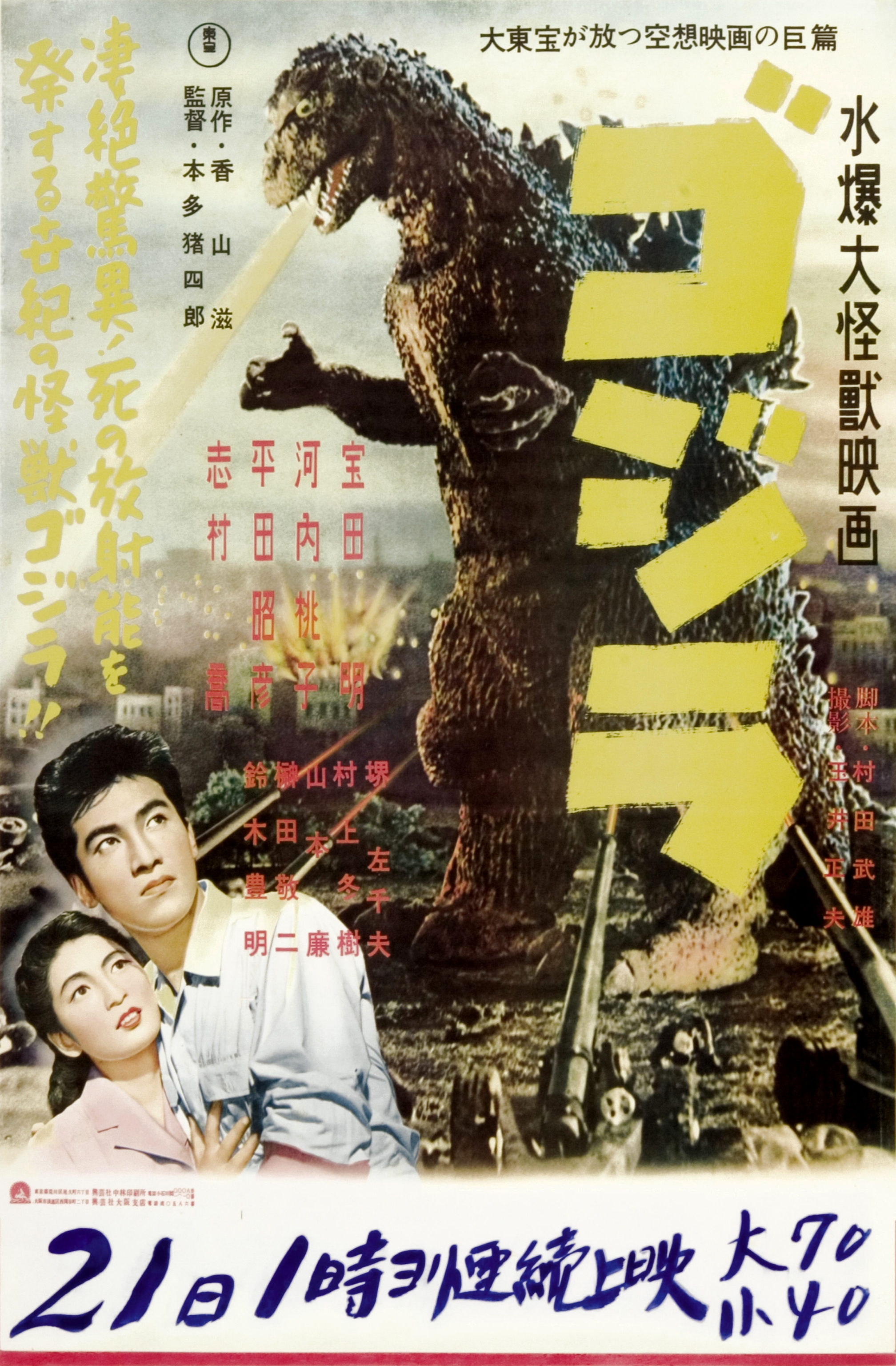
Daikaidzsú (óriásszörny) Godzilla az 1954-es Godzilla filmből; egyike az első japán filmeknek, amelyben óriásszörny szerepelt

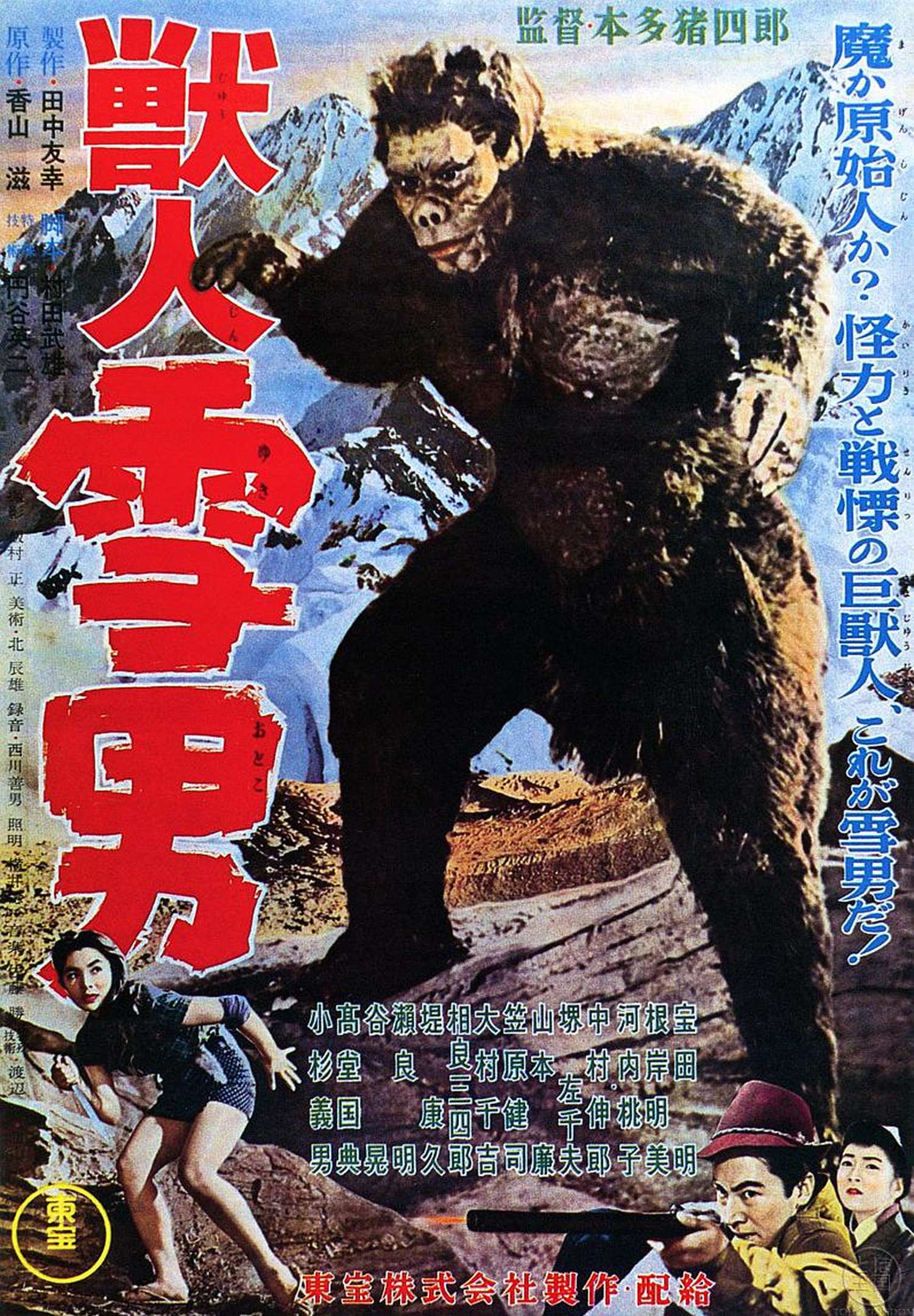
Kaidzsin (emberszerű szörny) Félember az 1955-ös Half Human (Félember) c. filmből

Kaijū (怪獣 kaidzsú) (magyarul: idegen szörnyeteg) egy filmműfaj, mely általában a japán városokat megtámadó vagy egymással harcoló szörnyek szerepeltetésére épül. A műfaj a tokuszacu (speciáliseffekt-központú) filmek egy alműfaja.
A kapcsolódó kifejezések közé tartozik még a kaijū eiga (怪獣映画 kaidzsú eiga, rémfilm) amely egy vagy több óriásszörnyet tartalmaz; kaijin(怪人, kaidzsin; emberszerű szörnyekre utalva) és a daikaiju (大怪獣 daikaijū, óriás kaidzsú), amely kifejezetten nagyobb fajta szörnyekre utal.
Godzilla a legjobb példa daikaidzsú kategóriára; hasonló filmek szereplői még Gamera, Mothra, King Ghidorah, Mechagodzilla és Daimajin. Az ultra-kaidzsú a kaidzsú megfelelője az Ultra-szériában.
A Toho stúdió az évek során változatos kaidzsúfilmekkel örvendeztette meg a nagyérdeműt (a legtöbben szerepelt Godzilla és Mothra), más stúdiók viszont, mint a Daiei Film Co. Ltd., Kadokawa Pictures, Tsubaraya Productions, Shochiku és a Nikkatsu elkezdték kiterjeszteni a műfajt saját kaidzsúfilmek és előadások formájában.

## Koncepció
A kaidzsúk jellemzően közismert állatfajokról, ízeltlábúakról vagy mitológiai lényekről lettek mintázva, bár vannak extrémebb esetek is. A Chōjin Sentai Jetman közlekedési lámpákra, vízcsapra és paradicsomra hajazó szörnyeket vonultat fel; a Kamen Rider Super-1-ben pedig egy egész regimentnyi háztartási eszköz (esernyők, létrák) alkotja a szörnyeket.
A híres angol történetek szörnyei, mint a vámpírok, vérfarkasok, múmiák és zombik, szintén ebbe a kategóriába esnek.[forrás?] Frankenstein fia szerepelt a Toho stúdió Frankenstein Conquers the World és a The War of the Gargantuas c. alkotásaiban is.
A kaidzsúk gyakran "ágyútöltelékként" szolgálnak egy nagyobb gonosznak. Néhány óriásszörny elit harcos, és egy nagyobb gonosztevő jobb keze, akit a hősies erők legyőznek. Mások többnyire semlegesek és "csak" épületek és egyéb létesítmények porig rombolásával foglalatoskodnak. A tokuszacu korai szakaszában nem igen voltak láthatóak "hősies" szörnyek a daikaidzsú- filmekben, később viszont már készültek olyan produkciók, amelyekben a kaidzsú a hőst segítette, civileket mentett és bizonyos komplex személyiségre tett szert. Ezek a szörnyek már magukon viselték a klasszikus "szörny-vonásokat", és úgy jelentek meg, mint a "Meg nem értett Teremtmények". Némely kaidzsú a hőst pártfogolja, akár komikus jeleneteket is teremtve ezzel és kontrasztot alkotva a Kamen Rider-hez hasonló franchisezok sötétebb megjelenésű monstrumaival. Godzillát, aki talán a legismertebb óriásszörny, már sokféle szerepben láthattuk: volt már hős, antihős, a természet erőit képviselő "istenség"; egy azon kevés kaidzsúk közül, amelyeknek bonyolultabb személyisége van, és más-más reakciót váltanak ki az emberekből attól függően, miként vannak ábrázolva az adott filmben.

## Média

### Filmek

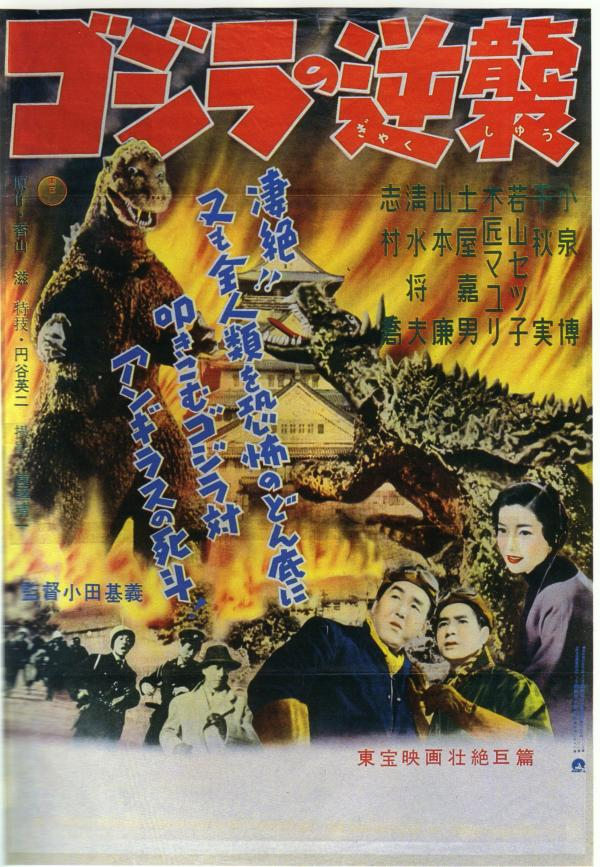
Godzilla és Anguirus az 1955-ös Godzilla Raids Again c. filmből. Ez volt az első film, ami két harcoló kaidzsút szerepeltetett. Később ez általános témává vált a műfajon belül.

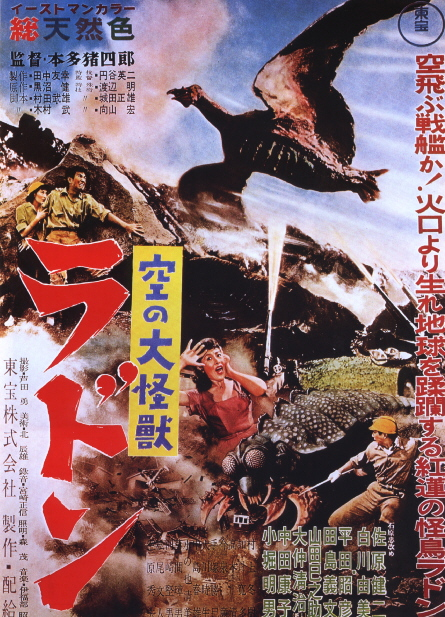
Daikaidzsú (óriásszörny) Rodan az 1956-os Rodan filmben

#### Japán
- Wasei Kingu Kongu (1933)
- King Kong Appears in Edo (1938)
- Godzilla (1954)
- Godzilla Raids Again (1955)
- Half Human (1955)
- Godzilla, King of the Monsters! (1956)
- Rodan (1956)
- The Mysterians (1957)
- Varan the Unbelievable (1958)
- The Birth of Japan  (1959)
- Mothra (1961)
- Gorath (1962)
- King Kong vs. Godzilla (1962)
- Atragon (1963)
- Dogora (1964)
- Mothra vs. Godzilla (1964)
- Ghidorah, the Three-Headed Monster (1964)
- Invasion of Astro-Monster (1965)
- Frankenstein Conquers the World (1965)
- Gamera: The Giant Monster (1965)
- The Magic Serpent (1966)
- Daimajin (1966)
- The War of the Gargantuas (1966)
- Return of Daimajin (1966)
- Ebirah, Horror of the Deep (1966)
- Wrath of Daimajin (1966)
- Gamera vs. Barugon (1966)
- Gamera vs. Gyaos (1967)
- Ultraman (1967)
- The X from Outer Space (1967)
- Gappa: The Triphibian Monster (1967)
- King Kong Escapes (1967)
- Son of Godzilla (1967)
- Destroy All Monsters (1968)
- Gamera vs. Viras (1968)
- Gamera vs. Guiron (1969)
- Ultraman, Ultraseven: Great Violent Monster Fight (1969)
- Latitude Zero (1969)
- All Monsters Attack (1969)
- Space Amoeba (1970)
- Gamera vs. Jiger (1970)
- Gamera vs. Zigra (1971)
- Godzilla vs. Hedorah (1971)
- Daigoro vs. Goliath (1972)
- Godzilla vs. Gigan (1972)
- Godzilla vs. Megalon (1973)
- Godzilla a Mechagodzilla ellen (1974)
- Jumborg Ace & Giant (1974)
- The 6 Ultra Brothers vs. the Monster Army (1979)
- Terror of Mechagodzilla (1975)
- Legend of Dinosaurs & Monster Birds (1977)
- Ultraman (1979)
- Ultraman: Great Monster Decisive Battle (1979)
- Gamera: Super Monster (1980)
- Ultraman Zoffy: Ultra Warriors vs. the Giant Monster Army (1984)
- Ultraman Story (1984)
- The Return of Godzilla (1984)
- Godzilla 1985 (1985)
- Ultraman: The Adventure Begins (1987)
- Godzilla vs. Biollante (1989)
- Ultra Q The Movie: Legend of the Stars (1990)
- Godzilla vs. King Ghidorah (1991)
- Godzilla vs. Mothra (1992)
- Godzilla vs. Mechagodzilla II (1993)
- Godzilla vs. SpaceGodzilla (1994)
- Yamato Takeru (1994)
- Godzilla vs. Destoroyah (1995)
- Gamera: Guardian of the Universe (1995)
- Gamera 2: Attack of Legion (1996)
- Ultraman Zearth (1996)
- Ultraman Zearth 2 (1997)
- Rebirth of Mothra (1996)
- Rebirth of Mothra II (1997)
- Rebirth of Mothra III (1998)
- Ultraman Tiga & Ultraman Dyna: Warriors of the Star of Light (1998)
- Ultraman Gaia: The Battle in Hyperspace (1999)
- Gamera 3: The Revenge of Iris (1999)
- Ultraman Tiga: The Final Odyssey (2000)
- Godzilla 2000 (1999)
- Godzilla vs. Megaguirus (2000)
- Ultraman Cosmos: The First Contact (2001)
- Godzilla, Mothra and King Ghidorah: Giant Monsters All-Out Attack (2001)
- Ultraman Cosmos 2: The Blue Planet (2002)
- Godzilla Against Mechagodzilla (2002)
- Ultraman Cosmos vs. Ultraman Justice: The Final Battle (2003)
- Godzilla: Tokyo S.O.S. (2003)
- Ultraman: The Next (2004)
- Godzilla: Final Wars (2004)
- Chousei Kantai Sazer-X the Movie: Fight! Star Warriors (2005)
- Negadon: The Monster from Mars (2005)
- Ultraman Mebius & Ultraman Brothers (2006)
- Gamera: The Brave (2006)
- Big Man Japan (2007)
- Superior Ultraman 8 Brothers (2008)
- Deep Sea Monster Reigo (2008)
- The Monster X Strikes Back/Attack the G8 Summit (2008)
- Deep Sea Monster Raiga (2009)
- Gehara: The Dark and Long-Haired Monster (2009)
- Mega Monster Battle: Ultra Galaxy (2009)
- Ultraman Zero: The Revenge of Belial (2010)
- Death Kappa (2010)
- Ultraman Saga (2012)
- Ultraman Ginga Theater Special (2013)
- Ultraman Ginga Theater Special: Ultra Monster Hero Battle Royal! (2014)
- Earth Defense Widow (2014)
- Zella: Monster Martial Law (2014)
- Ultraman Ginga S The Movie 2015)
- Attack on Titan (2015)
- Ultraman X The Movie (2016)
- Shin Godzilla (2016)
- Ultraman Orb The Movie (2017)
- Godzilla: Planet of the Monsters (2017)
- Godzilla: City on the Edge of Battle (2018)
- Godzilla: The Planet Eater (2018)
- Ultraman Geed the Movie (2018)

#### Amerikai
- King Kong (1933)
- Son of Kong (1933)
- The Devil Bat (1940)
- Pánik New Yorkban (1953)
- Ők! (1954)
- It Came from Beneath the Sea (1955)
- The Phantom from 10,000 Leagues (1955)
- Tarantula (1955)
- Godzilla, King of the Monsters! (1956)
- Attack of the Crab Monsters (1957)
- The Deadly Mantis (1957)
- Monster from Green Hell (1957)
- 20 Million Miles to Earth (1957)
- The Giant Claw (1957)
- Beginning of the End (1957)
- The Cyclops (1957)
- The Black Scorpion (1957)
- The Amazing Colossal Man (1957)
- Attack of the 50 Foot Woman (1958)
- War of the Colossal Beast (1958)
- Earth vs. the Spider (1958)
- A massza (1958)
- The Giant Behemoth (1959)
- Konga (1961)
- Reptilicus (1961)
- Gorgo (1961)
- The Killer Shrews (1959)
- The Giant Gila Monster (1959)
- Night of the Lepus (1972)
- The Giant Spider Invasion (1975)
- The Food of the Gods (1976)
- King Kong (1976)
- Grizzly (1976)
- Empire of the Ants (1977)
- 'Tarantulas: The Deadly Cargo (1977)
- Piranha (1978)
- Prophecy (1979)
- Q (1982)
- The Deadly Spawn (1983)
- Godzilla 1985 (1985)
- King Kong visszatér (1986)
- A massza (1988)
- Food of the Gods II (1989)
- Ahová lépek, szörny terem (1990)
- Skeeter (1993)
- Tremors 2 – Ahová lépek, ismét szörny terem (1996)
- Zarkorr! The Invader (1996)
- Godzilla (1998)
- Kraa! the Sea Monster (1998)
- Gyilkos kígyó (1999)
- Piton (2000)
- Óriáspókok (2000)
- Óriáspókok 2: Az új invázió" (2001)
- A sziget neve: Halál (2001)
- Tremors 3 – Ahová lépek, már megint szörny terem (2001)
- Boa (2001)
- Piton 2 (2002)
- Mérges pókok (2002)
- Patkányok (2002)
- Patkányok (2003)
- Pókinvázió (2003)
- Creepies" (2003)
- Pokoli jég (2003)
- Tremors 4 – A legenda elkezdődik (2004)
- Sárkánygyík (2004)
- Boa vs. Python (2004)
- Kígyófej (2004)
- DinoKrok (2004)
- Creepies 2 (2005)
- Szörnyek szigete (2005)
- King Kong (2005)
- King of the Lost World (2005)
- Snakes on a Train (2006)
- A kígyókirály ébredése (2007)
- Óriáspókok – Jeges rémület (2007)
- Supergator (2007)
- A köd (2007)
- Iszonyat (2008)
- Cloverfield (2008)
- A kőszörny (2008)
- Gyilkos cápa vs. óriáspolip (2009)
- Dinoshark (2010)
- Ősgyík az őshüllő ellen (2010)
- Megapiranha – Gyilkos a mélyből (2010)
- Sharktopus (2010)
- Moby Dick, a fehér bálna (2010)
- A tűz gyermeke (2010)
- Megacápa az óriáskrokodil ellen (2010)
- Megapiton kontra óriásaligátor (2011)
- Gyilkos pókok (2011)
- Return of the Killer Shrews (2012)
- Kétfejű cápa (2012)
- Piranhaconda (2012)
- Póktámadás (2012)
- Atlantic Rim (2013)
- Tűzgyűrű (2013)
- Bazi nagy pók (2013)
- Pókok (2013)
- The Giant Spider (2013)
- Csápok a mélyből (2014)
- Mecha Shark Versus Mecha Shark (2014)
- Godzilla (2014)
- Sharktopus vs. Pteracuda (2014)
- Megacápa a Kolosszus ellen (2015)
- Sharktopus vs. Whalewolf (2015)
- Háromfejű cápa (2015)
- Tremors 5: Bloodlines (2015)
- Lavalantula (2015)
- Queen Crab (2015)
- 2 Lava 2 Lantula! (2016)
- Cloverfield Lane 10 (2016)
- A kolosszus (2016)
- Kong: Koponya-sziget (2017)
- 5-Headed Shark Attack (2017)
- Toxic Shark (2017)
- The Cloverfield Paradox (2018)
- Atlantic Rim:Resurrection (2018)
- Tűzgyűrű: Lázadás (2018)
- Tremors: A Cold Day in Hell (2018)
- Rampage – Tombolás (2018)
- 6-Headed Shark Attack (2018)
- Godzilla II. – A szörnyek királya (2019)
- Godzilla vs. Kong (2021)
- Clifford the Big Red Dog (2021)

#### Brit
- The Giant Behemoth (1959)
- Konga (1961)
- Gorgo (1961)
- The Lost Continent (1968)
- Queen Kong (1976)
- Monsters (2010)
- Monsters: Dark Continent (2014)

#### Olasz
- Goliath Against the Giants (1961)

#### Koreai
- Space Monster Wangmagwi (1967)
- Yonggary (1967)
- Pulgaszari (1985)
- Young-gu and Princess Zzu-Zzu (1993)
- Galgameth (1996)
- Yonggary (1999)
- A gazdatest (2006)
- D-War - Sárkányháború (2007)
- Sector 7 (2011)
- Monstrum (2018)

#### Kínai
- The Mighty Peking Man (1977)

#### Thaiföld
- Garuda (2004)

#### Dán
- Reptilicus (1961)

#### Finn
- A trollvadász (2010)

### Képregény

#### Japán Manga
- Cloverfield/Kishin (Kadokawa Soten mangája, 2008)
- Hakaiju (2010-2014)

#### Amerikai Képregény
Gamera the Guardian of the Universe (képregény, Dark Horse Comics, 1996)
- Giant Monster - RedSkullFace Dead  (képregény, Bumm! Studios, 2005)
- Enormous (2012, 2014–jelen)
- Pacific Rim: Tales from Year Zero (2013)[4]
- Godzilla: Rulers of Earth[5] Godzilla képregény-sorozat (IDW) 2013, 1-25
- Pacific Rim: Tales from the Drift (2015)[6]
- Project Nemesis (képregény, American Gothic Press, 2015)
- Kodoja (képregény, 215 Ink, 2015-2016)
- King of Zombies (képregény, Antarctic Press, 2017 vagy 2018)
- Kronen's Kaiju (képregény, American mythology Production, 2017 vagy 2018)

### Videójátékok
- Godzilla videójátékok (Toho, 1983-jelen)
- Ultraman videójátékok (Tsuburaya, 1984-jelen)
- Rampage (Bally Midway, 1986)
- Rampage 2017 (Warner Bros. Games; 2017)
- King of the Monsters (SNK, 1991)
- Gamera 2000 (Virgin Interactive, 1996)
- Robot Alchemic Drive (Sandlot, 2002)
- War of the Monsters (Sony, Incognito Entertainment, 2003)
- Pacific Rim videójátékok (Yuke's/Reliance, 2013)
- The Fall of Nemesis: Clash of the Kaijujin (Sunstone Games, 2014-15, 2016)

### Televízió
- Marine Kong (Nisan Productions; 1960. április 3.   –  1960. szeptember 25.)
- Ultra Q (Tsuburaya Productions; 1966. január 2.  –  1966. július 3.)
- Ambassador Magma (P Productions; 1966. július 4. – 1967. szeptember 25.)
- Ultraman (Tsuburaya Productions; 1966. július 17.  – 1967 április 9.)
- Kaiju Booska (Tsuburaya Productions; 1966 november 9.  –  1967. szeptember 27.)
- Ultra Seven (Tsuburaya Productions; 1967. október 1.  – 1968. szeptember 8.)
- Giant Robo (tokusatsu) (Toei Company; 1967. október 11.  – 1968. április 1.)
- Mighty Jack (Tsuburaya Productions; 1968. április 6.  – 1968. június 29.)
- Spectreman (Fuji Television; 1971. január 2.  – 1972. március 25.)
- The Return of Ultraman (Tsuburaya Productions; 1971. április 2. –  1972. március 31.)
- Mirrorman (TV series) (Tsuburaya Productions; 1971. december 5.  – 1972. november 26.)
- Redman (TV series) (Tsuburaya Productions; 1972. április 3. – 1972. szeptember 8.)
- Ultraman Ace (Tsuburaya Productions; 1972. április 7.  –  1973. március 30.)
- Iron King (Senkosha Productions; 1972. október 8. –  1973. április 8.)
- Jumborg Ace (Tsuburaya Productions; 1973. január 17. –  december 29.)
- Fireman (TV series) (Tsuburaya Productions; 1973. január 17. – 1973. július 31.)
- Zone Fighter (Toho; 1973. április 2. –  szeptember 24.)
- Ultraman Taro (Tsuburaya Productions; 1973. április 6.  –  1974. április 5.)
- Super Robot Red Baron (Nippon Television; 1973. július 4. – 1974. március 27.)
- Ultraman Leo (Tsuburaya Productions; 1974. április 12. – 1975. március 28.)
- Super Sentai (Toei Company; 1975 – jelen)
- Godzilla (Hanna-Barbera; 1978  – 1981)
- Ultraman 80 (Tsuburaya Productions; 1980. április 2. – 1981. március 25.)
- Denkou Choujin Gridman (Tsuburaya Productions; 1993  – 1994)
- Ultraman Tiga (Tsuburaya Productions; 1996. szeptember 7. – 1997. augusztus 30.)
- Ultraman Dyna (Tsuburaya Productions; 1997. szeptember 6.  –  1998. augusztus 29.)
- Godzilla Island (Toho;1997  – 1998)
- Godzilla: The Series (Sony Pictures Television; 1998  –  2000)
- Ultraman Gaia (Tsuburaya Productions; 1998. szeptember 5.  –  1999. augusztus 28.)
- Ultraman Cosmos (Tsuburaya Productions; 2001 július 7. –  2002. szeptember 28.)
- Ultra Q: Dark Fantasy (Tsuburaya Productions ; 2004)
- Ultraman Nexus (Tsuburaya Productions; 2004 október 2. –  2005. június 25.)
- Ultraman Max (Tsuburaya Productions; 2005. július 2. –  2006. április 1.)
- Bio Planet WoO (Tsuburaya Productions; 2006)
- Ultraman Mebius (Tsuburaya Productions; 2006. április 8. –  2007. március 31.)
- Ultraseven X (Tsuburaya Productions; 2007)
- Ultra Galaxy Mega Monster Battle (Tsuburaya Productions; 2007. december 1. –  2008. február 23.)
- Ultra Galaxy Mega Monster Battle: Never Ending Odyssey (Tsuburaya Productions; 2008. december 20. –  2009. március 14.)
- Ultraman Retsuden (Tsuburaya Productions; 2011. július 6. - jelen)
- Ultraman Ginga (Tsuburaya Productions; 2013. július 10. – 2013. december 18.)
- Ultraman X (Tsuburaya Productions; 2015 július 14.  – 2015. december 22.)
- Ultraman Orb (Tsuburaya Productions; July 9, 2016 – present)
- Enormous (Base Comic Book is Selection as Others Companys) kora 2017
- Big Titan (American Selection as Others Companys 2018 vagy 2019)

## Kulturális utalások
- A Cardcaptor Sakura anime eredeti japán változatában Sakura öccse, Toya imádja ugratni nővérét és kaidzsúnak nevezi a reggelinél szokásos földrengésszerű belépője miatt.
- A Star Wars: Klónok háborúja sorozat 2. évadában a Zillo fenevad és a Zillo fenevad visszavág részeket (melyek összefüggő történetszálat alkotnak) is a Godzilla-filmek inspirálták: egy hüllőszerű szörny, melyet malastare-i élőhelyéről Coruscantba szállítanak, elszabadul és felfordulást okoz.[7][8]
- A Star Wars: A Jedi visszatérben szereplő rancort egy jelmezes színész játszotta, ugyanúgy, ahogy azt a Godzilla-filmekben is tették. Viszont a rancort itt egy kutyával vették fel, melynek felgyorsították a sebességét.[9]
- A Simpson család: Rémségek Simpson háza 6. – A Vakító 50 Láb Támadása c. epizódjában Homer a Hájpacni Fánkba megy; miután nem tudja megszerezni a reklámozott "Kolosszális Fánkot", ellopja Hájpacni fánkját, és ezzel életre kelt más reklámszobrokat is, akik elkezdik terrorban tartani Springfieldet. Amikor Hájpacni életre kel, Godzilláéhoz hasonló üvöltést hallat. A Rémségek Simpson háza 24. részéhez Guillermo del Toro rendezett egy couch gag-et, amelyben sok utalás történik Godzillára és egyéb kaidzsú-karakterekre, többek között a saját Pacific Rim-es karaktereire is.[10]
- A 2009-es Crank 2. – Magasfeszültség filmben van egy részlet, ami úgy parodizálja a kaidzsú-filmeket, hogy ugyanazokat az effekteket használja, amiket tokuszacu-filmek (miniatűrök, suitmation).[11]
- A 2013-as Tűzgyűrű c. filmben és annak 2018-as folytatásában, a Tűzgyűrű: Lázadásban a kaidzsú azoknak az interdimenzionális lényeknek a megnevezése, amelyek megszállják a Földet és ki akarják pusztítani az emberiséget.[12]
- Kaiju-Bird Monster volt az Álcák vezetőjének, Deathsaurusnak az egyik átalakulási módja a Transformers: Victory animében.